# Jonathan González (boxe anglaise, 1991)
Pour les articles homonymes, voir Jonathan González.
Jonathan González est un boxeur portoricain né le 24 avril 1991 à New York.

## Carrière
Passé professionnel en 2011, il devient champion du monde des poids mi-mouches WBO le 16 octobre 2021 après sa victoire aux points contre Elwin Soto. González converse son titre le 24 juin 2022 en battant aux points Mark Anthony Barriga ainsi que face à Shokichi Iwata le 1er novembre 2022 et Rene Santiago le 9 mars 2024. Il le laisse vacant le 19 juin 2024 pour boxer dans la catégorie poids mouches.